# 木村優太 (ラグビー選手)
木村 優太（きむら ゆうた、1991年12月10日 - ）は、日本の元ラグビー選手。

## プロフィール
- 宮城県石巻市出身。
- 身長180cm、体重87kg
- 現役時代のポジションはフランカー(FL)。

## 略歴
2010年、宮城水産高校卒業後、山梨学院大学に入る。なお宮城水産高校時代、花園とは無縁であった。
2014年、山梨学院大学卒業後、日本製鉄釜石シーウェイブスに加入。
2015年、トップリーグの東芝ブレイブルーパスへ約2週間国内留学し、さらに紀の国わかやま国体のラグビーフットボール競技成年の部に岩手県成年男子代表で選ばれた。
2016年9月10日に行われたトップイーストリーグ第1節の秋田ノーザンブレッツ戦に先発出場で公式戦初出場を果たした。
2022年、現役を引退した。